# Rue Étienne Soubre
La rue Étienne Soubre est une rue du quartier administratif du Centre de Liège (Belgique) reliant la rue César Franck à la rue Wazon.

## Odonymie
Si la rue fut créée vers 1898, c’est le 21 mai 1900 que le Conseil communale baptisa la voie Étienne Soubre rendant ainsi hommage à ce dernier, né à Liège le 13 décembre 1813 et mort dans la même ville le 8 septembre 1871, musicien et compositeur belge.

## Situation et description
Cette voie s'extrait de la rue César Franck pour monter vers la rue Wazon . La rue pavée et rectiligne à forte déclivité (pente moyenne d'environ 13 %) mesure environ 147 mètres et compte approximativement 45 immeubles d'habitation. Elle applique un sens unique de circulation automobile dans le sens de la descente (Wazon vers César Franck).

## Architecture
Les immeubles de la rue ont souvent été édifiés dans les styles éclectique ou Art nouveau en vogue au tout début du XXe siècle. Une dizaine d'immeubles (nos 22, 25, 29, 31, 33, 36, 38, 40, 42 et 43) a été réalisée d'après les plans de l'architecte Joseph Crahay. 
Parmi les maisons érigées par Joseph Crahay, celle sise au no 29 compte des ferronneries aux lignes courbes et, sous la corniche, un sgraffite représentant un jardinier avec chapeau de paille et râteau sur l'épaule dans un paysage bucolique et floral. Ce sgraffite s'étend sur toute la longueur de la façade de l'immeuble (environ 6 mètres). Il est le plus long de la ville de Liège. L'immeuble voisin situé au no 31 possède des encadrements de baies ornés de fines sculptures aux lignes courbes et en coup de fouet propres au style Art nouveau.

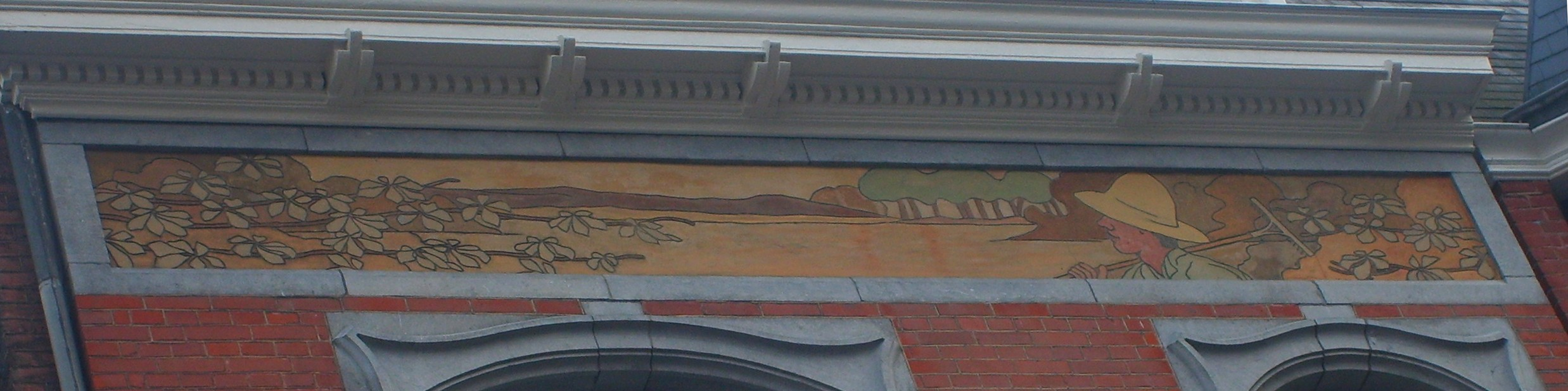
Sgraffite Le Jardinier

En face, au n° 26, un sgraffite représente un visage de femme finement dessiné.
Au no 6, la maison réalisée par Victor Rogister en 1898 est l'une des premières constructions de l'architecte. Elle possède un soubassement en grès à hauteur différente par travée, deux mosaïques représentant des chauves-souris, une tête sculptée d'un homme souriant en clé de voûte de l'arche précédant la porte d'entrée placée en retrait 

## Personnalités de la rue
Membre fondateur du « Cercle consulaire de Liège » en 1919, Jules Delheid a été consul honoraire du Paraguay jusqu'en 1931. Il habitait au n° 29.
Au n° 33 a habité un membre du groupe Starflam.

## Voies adjacentes
- Rue César Franck
- Rue Wazon